# Rick van der Linden
Rick van der Linden (Badhoevedorp, 5 augustus 1946 – Groningen, 22 januari 2006) was een Nederlands componist en toetsenist. Hij werd bekend als lid van Ekseption en richtte de groep Trace op. Verder speelde hij in Mistral en Session. Van der Linden combineerde graag klassieke en rockmuziek zoals hij deed met bekende werken van Johann Sebastian Bach en Ludwig van Beethoven.

## Muziek

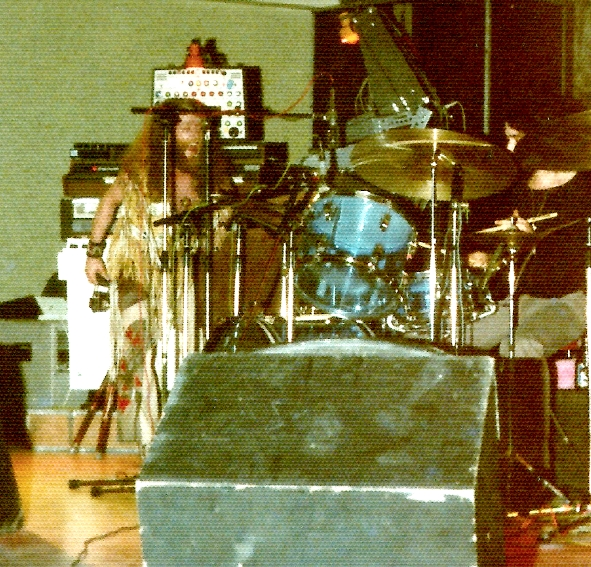
Van der Linden (1973)

Van der Linden speelde vanaf zijn dertiende jaar piano. Hij doorliep het gymnasium aan het Triniteitslyceum in Haarlem en studeerde in 1967 af aan het Koninklijk Conservatorium in Den Haag met erecertificaten voor piano, kerkorgel, harmonieleer en contrapunt. Vervolgens werd hij docent aan het Haarlems conservatorium.  Rick van der Linden trad tot die tijd tevens op met verschillende symfonieorkesten en speelde daarbij werken van klassieke componisten.Ook gaf hij pianoles aan o.m. een leerling van College Hageveld te Heemstede, Theo (Ted) Hand, die organist in schoolband Chaoz (met o.a. Jeroen Kramer, Kees Prins en Maurits Santen) zou worden eind jaren '70. Hagevelds kapelorgel figureerde ook in enige nummers van van der Lindens latere band Ekseption waarbij leerling Hand wel assisteerde. 
In 1969 werkte Van der Linden korte tijd samen met Boudewijn de Groot, als onderdeel van diens studioband Session. In datzelfde jaar won Van der Linden met zijn band Ekseption het Loosdrecht Jazz Concours, wat hen in één klap beroemd maakte en een platencontract bezorgde. Met Ekseption toerde Van der Linden door Europa en Israël, tot hij in november 1973 uit de groep werd gezet. Hij richtte toen het supertrio Trace op. Ook met Trace was Van der Linden korte tijd succesvol. Met de band Mistral (met o.a. Robbie van Leeuwen van Shocking Blue) had hij een drietal hits in eigen land. Daarnaast maakte hij diverse soloalbums met voornamelijk bewerkingen van klassieke thema's.
Als gast speelde Van der Linden met artiesten als Brand X, Phil Collins, Deep Purple, Joachim Kühn, Jack Lancaster, Conny Vandenbos, Dee Dee en Vangelis.

## Persoonlijk leven
Van der Linden was tussen 1971 en 1983 getrouwd met danseres Penney de Jager, met wie hij een zoon had. In 1989 trouwde Van der Linden met zangeres en manager Inez Zwart.
Hij leed al lange tijd aan diabetes, en moest hiervoor o.a. aan zijn ogen worden geopereerd, zoals hij in 2001 vertelde in een interview met de Haagsche Courant. Op 19 november 2005 werd hij getroffen door een herseninfarct waardoor hij een halfzijdige verlamming opliep. Hij overleed twee maanden later op 59-jarige leeftijd in het Universitair Medisch Centrum Groningen aan de gevolgen van dit herseninfarct. Op 27 januari 2006 werd hij na een herdenkingsdienst in Hoogeveen, in besloten kring gecremeerd.

## Discografie
Voor uitgaven van bands Ekseption, Trace en Mistral, zie aldaar.

### Singles
- 1977: GX-1 / Super Dream GT-2000
- 1978: Choo Choo / Largo
- 1979: Fortuna / African Violet, met Jack Lancaster

### Albums
- 1974: Dynastie der Kleine Luyden, muziek voor de NCRV televisieserie
- 1976: Rick van der Linden plays Albinoni, Bach & Händel
- 1977: GX1
- 1978: Night of Doom, filmmuziek voor Nacht zonder zegen
- 1979: Variations, met Catalin Tircolea
- 1979: Wild Connections, met Jack Lancaster
- 1980: Cum laude, met Rein van den Broek
- 1981: Solo, met Chris Hinze
- 1983: Golden Combinations, met Catalin Tircolea
- 1985: Old friends, new friends
- 1988: Cum laude (2), met Rein van den Broek
- 1989: Piano after midnight, met Pim Jacobs en Louis van Dijk
- 1998: Rainbow
- 2001: Vivace
- 2004: Verandering, gebaseerd op liederen uit de bundel van Johannes de Heer

### Bijdragen aan singles van andere artiesten
- 1970: Conny Vandenbos: Vlag van mij / Als een ster - componist (Als een ster), toetsen (beiden)
- 1971: The Revells: Mind party / Indian ropeman - componist (Mind party), arrangeur (beiden), toetsinstrumenten (beiden)

### Bijdragen aan albums van andere artiesten
- 1976: Jan Akkerman & Kaz Lux: Eli - toetsinstrumenten
- 1979: Astrid Nijgh: De Razende Bol - vermeld als G H I
- 1981: Jack Lancaster: Skinningrove Bay - toetsen
- 2016: Rockenbach, Song for Life - compilatie

## Trivia
Van der Linden zat jarenlang tijdens optredens op een kruk die van een Solex-zadel was gemaakt. Na zijn dood kwam de kruk in bezit van zijn broer, de drummer Rob van der Linden.